# SBV Excelsior in het seizoen 2017/18 (vrouwen)
Het seizoen 2017/2018 was het eerste jaar in het bestaan van de Rotterdamse vrouwenvoetbalclub Excelsior/Barendrecht. De club kwam uit in de Eredivisie en eindigde op de negende plaats. In het toernooi om de KNVB beker reikte de ploeg tot de achtste finale. Hierin was Jong VV Alkmaar te sterk met 2–0.

## Wedstrijdstatistieken

### Eredivisie
|       | Achilles '29 | ADO Den Haag | AFC Ajax | VV Alkmaar | sc Heerenveen | PEC Zwolle | PSV   | FC Twente |
| ----- | ------------ | ------------ | -------- | ---------- | ------------- | ---------- | ----- | --------- |
| Thuis | 0 – 2        | 1 – 3        | 0 – 2    | 1 – 4      | 0 – 3         | 1 – 5      | 0 – 7 | 0 – 6     |
| Uit   | 4 – 2        | 3 – 1        | 2 – 0    | 4 – 0      | 2 – 0         | 2 – 0      | 2 – 0 | 5 – 1     |

#### Plaatseringsgroep 6–9
|       | Achilles '29 | ADO Den Haag | VV Alkmaar |
| ----- | ------------ | ------------ | ---------- |
| Thuis | 0 – 2        | 0 – 3        | 2 – 2      |
| Uit   | 2 – 1        | 3 – 1        | 0 – 5      |
|       | 2 – 2 (U)    | 1 – 2 (T)    | 5 – 2 (U)  |

### KNVB beker
| Achtste finale                         | Jong VV Alkmaar                 | 2 – 0 (? – 0) | Excelsior/Barendrecht |  |
| Plaats: Alkmaar Sportpark Robonsbosweg | Rachel van Netten Sanne Koopman |               |                       |  |

## Statistieken Excelsior/Barendrecht 2017/2018

### Eindstand Excelsior/Barendrecht in de Nederlandse Eredivisie Vrouwen 2017 / 2018
| Stand | Gespeeld | Gewonnen | Gelijk | Verloren | Punten | Doelpunten voor | Doelpunten tegen | Gele kaarten | Rode kaarten |
| ----- | -------- | -------- | ------ | -------- | ------ | --------------- | ---------------- | ------------ | ------------ |
| 9e    | 16       | 0        | 0      | 16       | 0      | 7               | 56               | 7            | 0            |

### Eindstand Excelsior/Barendrecht in de plaatseringsgroep 2017 / 2018
| Stand | Gespeeld | Gewonnen | Gelijk | Verloren | Punten | Doelpunten voor | Doelpunten tegen | Gele kaarten | Rode kaarten |
| ----- | -------- | -------- | ------ | -------- | ------ | --------------- | ---------------- | ------------ | ------------ |
| 9e    | 9        | 1        | 2      | 6        | 5      | 14              | 21               | 8            | 0            |

### Topscorers
| #      | Naam                 | Goal |
| ------ | -------------------- | ---- |
| 1.     | Sherallin Henriquez  | 6    |
| 2.     | Nidia Bos            | 3    |
| 3.     | Kim Hendriks         | 2    |
| 3.     | Corina Luijks        | 2    |
| 3.     | Solange de Smit      | 2    |
| 4.     | Jolina Amani         | 1    |
| 4.     | Nadine de Breij      | 1    |
| 4.     | Frederique Nieuwland | 1    |
| 4.     | Sophia Omidiji       | 1    |
| 4.     | Zoï van de Ven       | 1    |
| 4.     | Sharona Versluis     | 1    |
| Totaal | Totaal               | 21   |

| #      | Naam           | Goal |
| ------ | -------------- | ---- |
| –      | Geen speelster | –    |
| Totaal | Totaal         | 0    |

### Kaarten
| #      | Naam                 |    |
| ------ | -------------------- | -- |
| 1.     | Sherallin Henriquez  | 3  |
| 2.     | Nidia Bos            | 2  |
| 2.     | Lianne Bruijs        | 2  |
| 2.     | Joska Stokkers       | 2  |
| 3.     | Nadine de Breij      | 1  |
| 3.     | Kim Hendriks         | 1  |
| 3.     | Corina Luijks        | 1  |
| 3.     | Frederique Nieuwland | 1  |
| 3.     | Iris Zoon            | 1  |
| 3.     | Nikki IJzerman       | 1  |
| Totaal | Totaal               | 15 |

| #      | Naam           |   |
| ------ | -------------- | - |
| –      | Geen speelster | – |
| Totaal | Totaal         | 0 |

| #      | Naam           |   |
| ------ | -------------- | - |
| –      | Geen speelster | – |
| Totaal | Totaal         | 0 |

## Voetnoten
Achilles '29 · 
ADO Den Haag · 
Ajax · 
VV Alkmaar · 
Excelsior/Barendrecht · 
sc Heerenveen · 
PEC Zwolle · 
PSV · 
FC Twente